# Saint-Pierre-d’Entremont (Orne)
Saint-Pierre-d’Entremont ist eine französische Gemeinde mit 659 Einwohnern (Stand 1. Januar 2022) im Département Orne in der Region Normandie (vor 2016 Basse-Normandie). Die Gemeinde gehört zum Arrondissement Argentan und zum Kanton Flers-1 (bis 2015 Tinchebray). Die Einwohner werden Entremontais genannt.

## Geografie
Saint-Pierre-d’Entremont liegt etwa 55 Kilometer südsüdwestlich von Caen am Fluss Noireau und seinem Zufluss Diane. Umgeben wird Saint-Pierre-d’Entremont von den Nachbargemeinden Moncy im Norden und Nordwesten, Condé-en-Normandie im Nordosten, Caligny im Osten, Cerisy-Belle-Étoile im Süden und Südosten sowie Montsecret-Clairefougère im Süden und Westen.

## Bevölkerungsentwicklung
| Jahr                      | 1962 | 1968 | 1975 | 1982 | 1990 | 1999 | 2006 | 2011 | 2016 |
| Einwohner                 | 625  | 558  | 527  | 585  | 597  | 677  | 696  | 712  | 700  |
| Quelle: Cassini und INSEE |      |      |      |      |      |      |      |      |      |

## Sehenswürdigkeiten
- Kirche Saint-Pierre-et-Saint-Paul aus dem 18. Jahrhundert
- Mühle Les Rochettes am Noireau

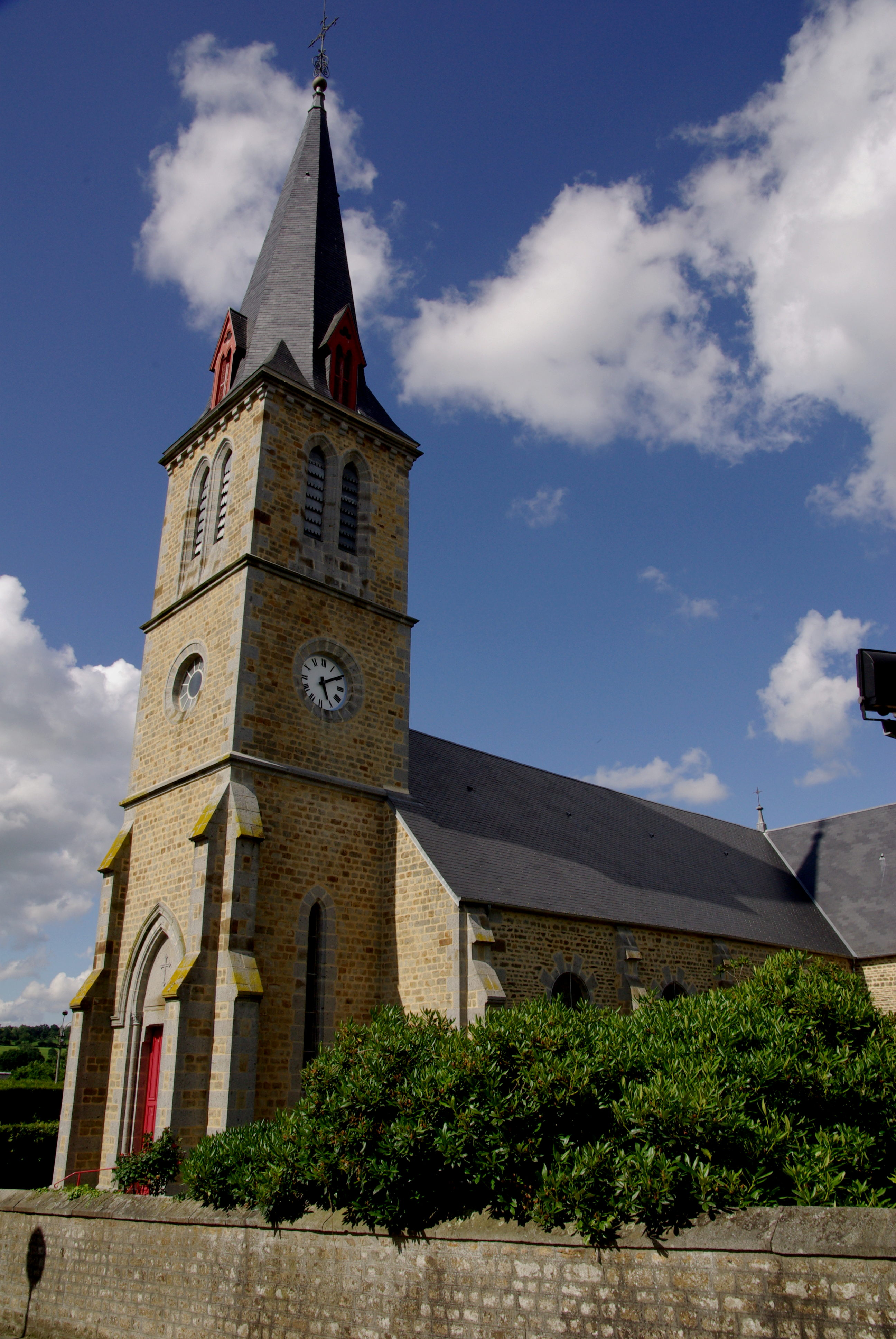
Kirche Saint-Pierre-et-Saint-Paul
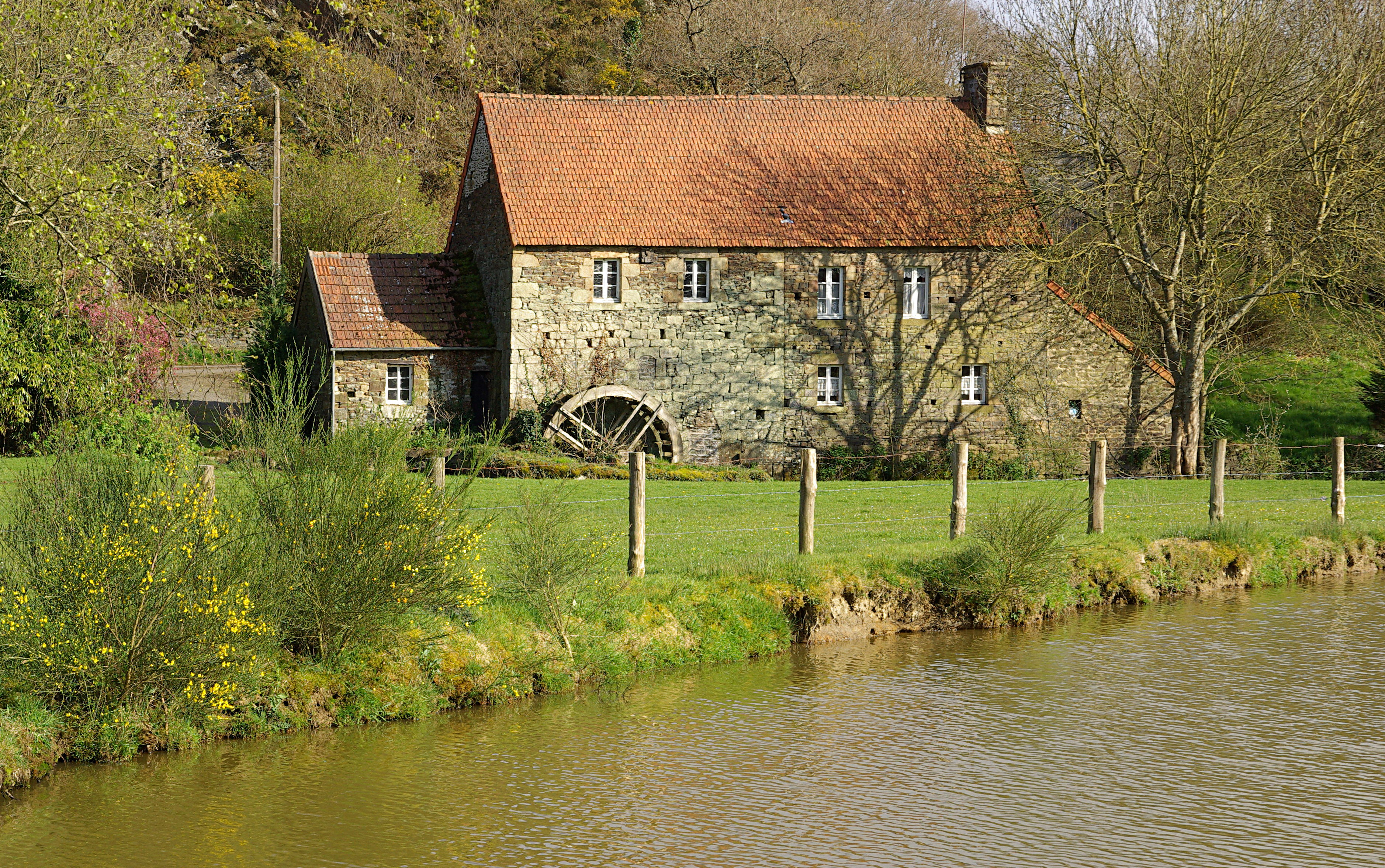
Mühle Les Rochettes